# Euro Brandão
Euro Brandão (Curitiba, 31 de dezembro de 1924 — Curitiba, 31 de outubro de 2000) foi um engenheiro, professor, filósofo, escritor brasileiro, membro da Academia Paranaense de Letras.

## Biografia
Filho de Nilo Brandão e Noêmia Santos Brandão, graduou-se em Engenharia e Filosofia pela Universidade Federal do Paraná.
Aderiu ao Integralismo, de Plínio Salgado, tendo sido integrante de organizações integralistas como a Ação Integralista Brasileira, Partido de Representação Popular e do Movimento Águia Branca.
Foi ministro da Educação e Cultura no governo de Ernesto Geisel (1978 - 1979), quando buscou implementar um programa nacional para a pré-escola, além da instalação de projetos-pilotos para melhorar a educação rural no Nordeste do Brasil; também, foi superintendente da Rede Viação Ferroviária Paraná, diretor do Centro de Computação Eletrônica da Universidade Federal do Paraná (UFPR), secretário de Estado do Transporte do Estado do Paraná, presidente do Instituto de Engenharia do Paraná e reitor da Pontifícia Universidade Católica do Paraná (PUCPR), de 1986 a 1998Editar código-fonte

## Principais Obras
- Via-sacra

Tinha como hobby o ofício de artista plástico, e como artista, demonstrou inclinação natural pela dimensão transcendente da existência humana, imprimindo em suas telas a sensibilidade do artista e a fé do cristão, herdando de seu mestre, Guido Viaro, a técnica e a sensibilidade. Expressão disso é a via-sacra que deixou para a Paróquia Universitária Jesus Mestre da PUCPR. Além disso, enquanto católico, seu espírito de fé o levou a fundar, em 1993, a Associação Brasileira de Artistas Cristãos.
- Museu do Expedicionário

O projeto arquitetônico, elaborado por Euro Brandão, para o edifício que abriga o Museu do Expedicionário foi escolhido através de um concurso, organizado no final de 1950. Foram cinco projetos que passaram pela avaliação dos membros da diretoria da Legião Paranaense do Expedicionário. Dentre os critérios estabelecidos pela diretoria estava apresentar estilo clássico na arquitetura, além de possuir traços monumentais que refletissem a glória, os feitos e a honra dos soldados que estiveram em combate. Com localização na praça do Expedicionário, no Alto da XV, teve sua inauguração em 15 de novembro de 1951. Destinava-se, inicialmente, a serviços assistenciais (médico, dentista, assessoria jurídica, etc) para os ex-combatentes e seus familiares. Também servia como casa de eventos e hotel para combatentes que vinham do interior para a capital. Com o tempo a atividade como museu se ampliou e finalmente tornou-se a principal atividade desenvolvida no prédio. Hoje, o Museu do Expedicionário tornou-se um dos museus temáticos mais completos do Brasil sobre a Segunda Guerra Mundial.

## Titulações
- Doutor Honoris Causa pela Universidade de Ciências de Okayama/Japão (1992)
- Doutor Honoris Causa pela Universidade Federal do Rio Grande do Norte (1978)
- Pós-graduação em Pontes em Arco de Concreto Armado e Teoria da Informação e Introdução à Cibernética pela UFPR (1968)
- Bacharel em Filosofia pela Faculdade de Filosofia, Ciências e Letras da Universidade do Paraná (1952)
- Curso de Locomotivas Diesel - Elétrica-Mecânica, lco Products Co., Schnectady, EUA (1957)
- Bacharel em Engenharia Civil pela Universidade Federal do Paraná

## Funções e cargos ocupados
- Presidente do Instituto de Engenharia do Paraná - IEP (1965/1966)
- Fundador e vice-presidente da Comissão de Integração Estudante-Empresa/PR (1967/1969)
- Secretário dos Transportes do Paraná no Governo de Emílio Gomes (1973/1975)[8]
- Ministro da Educação e Cultura (1978/1979)
- Presidente do Banco de Desenvolvimento do Paraná (1979/1983)
- Professor fundador da Faculdade de Filosofia, Ciências e Letras de Curitiba (1950/1965)
- Membro da Academia Paranaense de Letras, Cadeira 17, sucessor de Flávio Suplicy de Lacerda, Curitiba (1992); da Academia Internacional "Greci-Marino", Itália (1996); da Academia Nacional de Engenharia (1996)
- Presidente do Instituto Iguaçu, Rio de Janeiro (1995/2000)
- Fundador da Associação Brasileira de Artistas Cristãos, Curitiba - Abac (1993)
- Reitor da Pontificia Universidade Católica do Paraná - PUCPR - desde 1986 a 1998 - 12 anos

## Homenagens e prêmios recebidos
- Nome do Centro Acadêmico de Engenharia Civil da PUCPR (2010); (2011); (2012); (2013);
- Comendas do mérito - Grande Oficial: Rio Branco (1975); de Brasília (1976). Comendador: Naval (1978); Aeronáutico (1978); Militar (1978);
- Professor emérito da UFPR (1978)
- Ordem Nacional do Mérito da República Francesa - Grande Oficial (1979)
- Menção Honrosa do Salão Paranaense de Belas Artes (1944);

## Publicações literárias
- O Século da Máquina e a Permanência do Homem, Edições G.R.D., São Paulo (1992)
- Valorização Humana na Empresa, Educa/Isad (1995)
- Universidade e Transcendência, Champagnat, Curitiba (1996)
- Uma Vida Preciosa, Champagnat, Curitiba (1997)